# Autopista Dr. Arturo Umberto Illia
La Autopista Dr. Arturo Umberto Illia (AV1 Norte) es el acceso al centro de la ciudad de Buenos Aires, en Argentina, desde la Avenida Leopoldo Lugones, hasta la Avenida 9 de Julio, pasando por encima de la Villa 31 y de las vías de los ferrocarriles San Martín, Belgrano Norte y Mitre. Es un tramo de 3.5 kilómetros que permite llegar desde la Avenida General Paz, pasando por la Avenida Lugones al Obelisco de Buenos Aires en 8 minutos, excepto en hora pico.
Está a cargo de la empresa estatal AUSA

## Historia

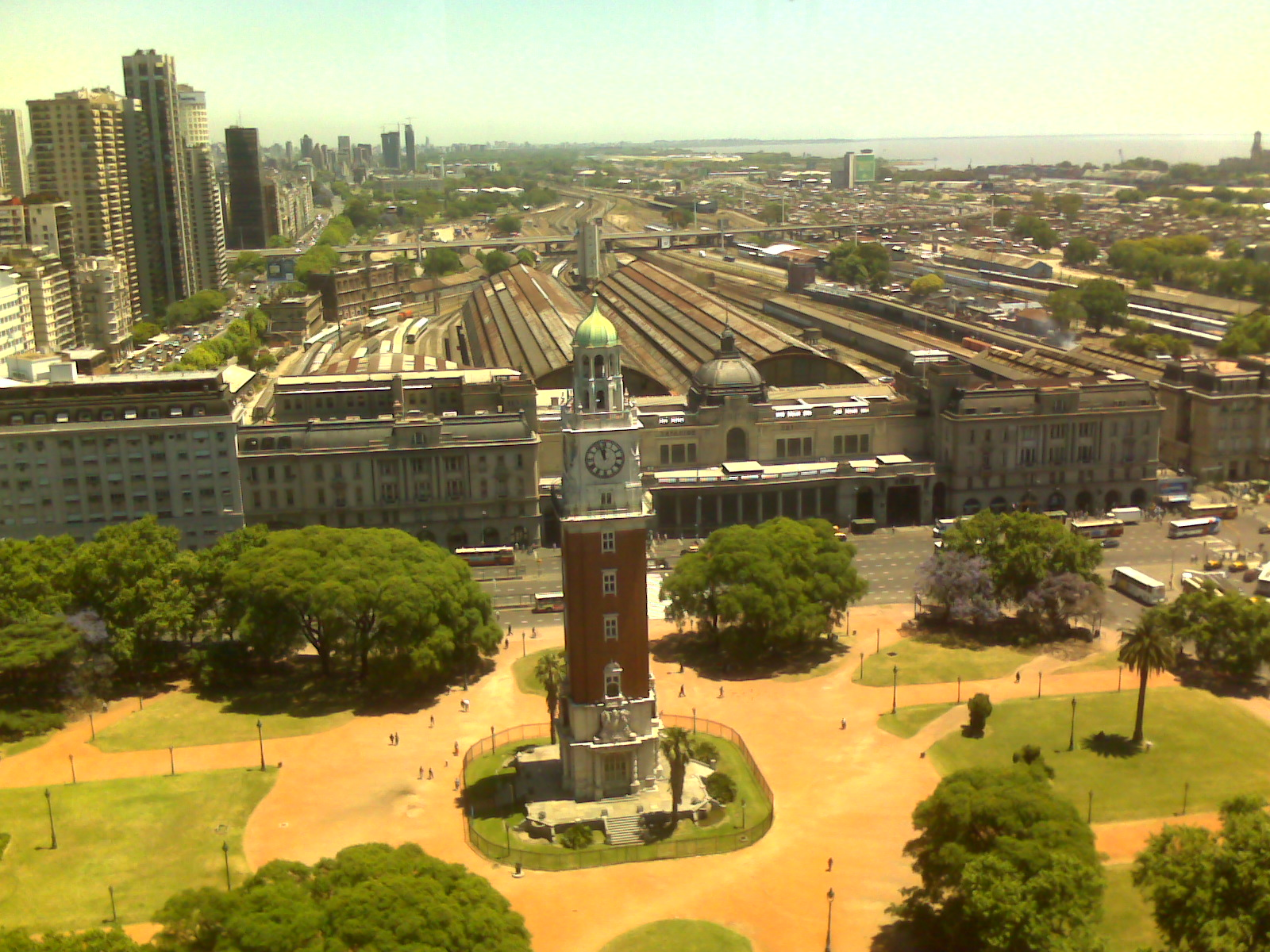
Vista desde la Estación Retiro Mitre

Proyectada originalmente en 1977 como parte del Plan de autopistas urbanas elaborado durante la intendencia de facto del brigadier Osvaldo Cacciatore, la AV1 Norte comenzó su construcción recién a mediados de la década de 1990. Finalmente su primer tramo se inauguró el 31 de octubre de 1995. El 16 de mayo de 1996 fue inaugurado por el intendente Jorge Domínguez el tramo entre las calles Arroyo y Jerónimo Salguero, incluyendo un viaducto sobre las vías de las tres líneas ferroviarias que parten de Retiro. Sin embargo, el carril que lleva el tránsito en sentido sur - norte fue terminado en la intersección de las avenidas Sarmiento y Obligado, de manera provisoria. La construcción de este tramo inició una polémica con los habitantes de la Villa 31 de Retiro, ya que se debían expropiar terrenos a los mismos. Algunos aceptaron una indemnización por parte del gobierno de Domínguez, pero otros se resistieron y debieron ser desalojados por la fuerza. Este hecho le valió el mote de "Topadora" al entonces intendente de la Ciudad, y por el mismo motivo, también se desistió de construir la Autopista Ribereña, que uniría a la AU Illia con la Autopista Buenos Aires-La Plata.
Inicialmente dicha autovía fue concesionada a la empresa COVIMET, siendo la única autopista de la Ciudad de Buenos Aires no operada por AUSA, hasta que el 27 de febrero de 2003, el Gobierno porteño (estando como jefe de gobierno Aníbal Ibarra) le rescinde el contrato de concesión a dicha concesionaria por irregularidades en la gestión, entregándole las operaciones y cobro de peaje a AUSA.
En junio de 2004, fue anunciado el proyecto de extensión de este carril hasta la avenida Intendente Cantilo, y las obras comenzaron a mediados del año siguiente. El 29 de marzo de 2007 la obra fue incluida en un plan general de tránsito rápido.
Los trabajos avanzaron a ritmo lento debido a obstáculos tanto físicos como burocráticos. Entre los primeros se encuentran el Nuevo Parque KDT, la obra paralela del túnel de la avenida Sarmiento, el Aeroparque Jorge Newbery y las vías de Ferrocarril Belgrano Norte, que debieron ser corridas. Entre los segundos se encontraron disputas y desinteligencias entre los gobiernos nacional y de la ciudad.
El 23 de junio de 2009 se inauguró el túnel de la avenida Sarmiento bajo las vías del Ferrocarril Belgrano Norte y el puente de la autopista.
El 3 de junio de 2014 fue inaugurado el tramo de Autopista entre el túnel y la Avenida Cantilo, eliminando el tráfico pesado de la Av. Rafael Obligado. Cristina Kirchner y Mauricio Macri inauguraron juntos la prolongación de la autopista Illia; el nuevo tramo de 3 kilómetros de extensión y 4 carriles de circulación va desde la Av. Sarmiento hasta el empalme con Cantilo y fue construido en el espacio generado por el corrimiento de las vías del ferrocarril Gral. Belgrano (2 metros) y el desplazamiento del cerco del Aeroparque (15 metros).
En 2015 quedó habilitada la bajada hacia la Avenida del Libertador, con 2 carriles de circulación. El acceso a esta última se ubicaría a la altura de la estación de peaje Retiro. Más tarde también, y a un ritmo más lento, se inició la modificación del recorrido de la autopista, desde este mismo peaje hasta el cruce con la Av. del Libertador, cruzando las vías férreas a la altura del Parque Thays y siguiendo el recorrido de la Avenida Facundo Quiroga. El Paseo del Bajo y su empalme fueron inaugurados el 27 de mayo de 2019.
En 2020 tras dos años se suspendió el proyecto del parque en altura de la villa 31, tres años y medio después del anuncio del corrimiento de una parte de la autopista Illia, la que atraviesa el macizo de viviendas y las vías ferroviarias de Retiro; finalmente la licitación fue suspendida. En total quedaron abandonados 98 pilotes de hormigón, 24 cabezales, 24 pilas y 24 capiteles.

## Peaje
Al final del tramo de la autopista, próximo a la Avenida 9 de Julio se encuentra un peaje, que se ha convertido en los últimos años en el más caro de la Argentina si se tiene en cuenta el costo del peaje por los kilómetros recorridos. Desde que asumió el actual Jefe de Gobierno Mauricio Macri la Autopista Illia aumentó el 2500 por ciento su peaje, a tal punto que el legislador porteño Alejandro Bodart denunció que el Jefe de Gobierno utiliza a AUSA como parte de su caja política para la campaña electoral.

## Recorrido
|  |  | STR |

|  | STRq | KRZ | STRq |

|  | STRq | RMIdo | STRq |

|  |  | RM |

| BAHN |  | SKRZ-Muq |  |

| BAHN |  | SKRZ-Muq |  |

| BAHN |  | SKRZ-Muq |  |

|  |  | RM |

| STRq | ABZq+r | MWKRZu | STR+r |

|  | STR | MWPETl | STR |

|  | STR | ZOLL | STR |

|  | STRl | ABZg+lr | STRr |

|  | STRq | ABZg+r |  |

|  |  | RM |

|  | STRq | RMIfo2 | STRq |

|  |  | RM |

|  | STRq | RMIdo | STRq |

|  |  | RM |